# 岳下村
岳下村（だけしたむら）は福島県安達郡にあった村。現在の二本松市南西部、二本松インターチェンジの南西一帯にあたる。

## 地理
- 河川：原瀬川

## 歴史
- 1889年（明治22年）4月1日 - 町村制の施行により成田村、高越村、永田村、原瀬村の区域をもって発足。
- 1955年（昭和30年）1月1日 - 二本松町・塩沢村・杉田村・石井村・大平村と合併し、改めて二本松町が発足。同日岳下村廃止。

## 交通

### 道路
現在は旧村域を東北自動車道の二本松インターチェンジが所在するが、当時は未開通。